# Mine de Sanheming
La mine de Sanheming est une mine de fer à ciel ouvert située en Chine, en Mongolie-intérieure. Sanheming représente une réserve estimée à 167 millions de tonnes de minerai, d'une teneur de 34,8 % de fer.